# Arrayou-Lahitte
Arrayou-Lahitte è un comune francese di 101 abitanti situato nel dipartimento degli Alti Pirenei nella regione dell'Occitania.

## Società

### Evoluzione demografica
Abitanti censiti